# Ceratopogon armipes
Ceratopogon armipes är en tvåvingeart som beskrevs av Meillon 1959. Ceratopogon armipes ingår i släktet Ceratopogon och familjen svidknott. Inga underarter finns listade i Catalogue of Life.